# Otara
 (septembre 2022).
Le contenu est difficilement compréhensible vu les erreurs de traduction, qui sont peut-être dues à l'utilisation d'un logiciel de traduction automatique.
Otara (en maori de Nouvelle-Zélande : Ōtara) est une banlieue du sud d’Auckland, dans l'île du Nord, en Nouvelle-Zélande. Elle située à 18 kilomètres au sud-est du centre de la cité d'Auckland. Otara se trouve près de la source du fleuve Tamaki.

## Population
La banlieue est notable pour la proportion importante de résidents venant des îles du Pacifique, qui atteint 68 % de la population d’Ōtara et donc du nombre inhabituellement faible de résidents néo-zélandais d’origine européenne (en) (Pakehas) (13 %).

## Toponymie
L’écriture Otara (sans le Diacritique en forme de barre supérieur ou macron) est fréquente en Anglais néo-zélandais.
En langage maorie, Ō-Tara signifie « la place de Tara » ou le « territoire appartement à Tara », qui était un rangatira (ou chef maori) du secteur.
Ōtara est un raccourci de la forme de Te Puke o Tara (littéralement « la colline de Tara »), connu aussi pour un temps comme Smales Mount.

## Géographie
Te Puke o Tara fut l’un des cônes volcaniques proéminents du secteur d’Ōtara et avant l’arrivée des Européens dans la région, c’était le site d’un Pa, situé sur le cône de scories.
Comme la plupart des paysages d’Auckland, Ōtara a essentiellement une origine volcanique et forme une partie de ce qui est connu sous le nom de « Champ volcanique d'East Tamaki », avec Te Puke o Tara et Mātanginui (Greenmount), qui sont les cônes dominants d’Ōtara.
Un troisième cône appelé Highbrook par les pakehas (colons blancs d’origine européenne) et Te Puke Ariki nui ou Te Maunga/montagne du grand chef (paramount).
Mātangi nui fut aussi le site d’un pa situé pas très loin de Puke I Āki Rangi (Point de Vue), qui relie la vallée de Mangemangeroa, et une zone entourant les trois cônes, que l’on considère maintenant constitués la zone la plus dense du village pré-européen d’East Tamaki, favorisé par la richesse du sol volcanique pour les jardins avec des sources d’eau douce,,.

## Histoire

### Origine maorie
Le Mana whenua de Te Rohe o Tara est le peuple Maori de l’iwi local, connu comme les Ngai Tai (en), aussi appelés les Ngāti Tai.
Les Ngāi Tai auraient leur origine comme un iwi distinct sur la côte est d’Auckland, peu de temps après que les Tainui y eurent débarqué et dénommé le lieu vers le milieu du XIVe siècle,,,.
Selon la tradition des Ngāi Tai (en), les lieux Te Puke o Tara et Ōtara fut dénommés d’après le chef Ariki des Ngāi Tai connu sous le nom de Tara Te Irirangi, qui y vivait à la fin du XVIIIe siècle et jusqu’en 1852.
Un nom plus ancien donné à la région est aussi Ngā Kopi o Toi ('The Karaka Berries of Toi), nom d’un arbre arbre Karaka (en), qui selon la tradition aurait été apporté à Tāmaki à partir des Îles Chatham et planté à proximité de Greenmount par Toi-te-huatahi (en).
Avec le temps, et l’émergence puis l’expansion du sous-groupe d’un iwi et de l’identité des iwis, les Ngāti Tai occupèrent le secteur de Tara du fait des liens étroits à la suite des mariages avec Te Akitai, Ngāti Tamaoho et Ngāti Kahu de Tāmaki Makaurau (Auckland) de la confédération des tribus connues collectivement comme Te Wai ō Hua, et avec les peuples du golfe de Hauraki  des Ngāti Paoa et Ngāti Tamaterā.
Le chef Hauauru des Ngāti Pāoa notait en 1851 que vers le milieu des années 1830, Ngāti Pāoa, Ngāti Tamaterā et Te Akitai étaient en compétition pour leurs intérêts dans le secteur d’Ōtara.
Alors que tous ces groupes avaient des relations ancestrales dans la région d’Ōtara, les ‘gāi Tai continuèrent de garder un statut de mana whenua reconnu localement.

### Colonisation européenne
Durant les années 1830, Ōtara fut parmi les banlieues de Manukau et d’Auckland, inconnues initialement dans les limites de ce qui fut connu initialement comme le Tāmaki Block ou Fairburn Purchase.
Entre 1836 et 1839, les nouveaux arrivants de la Société de la Mission de l’église ou CMS (en) et en particulier le missionnaire William Thomas Fairburn (en), commencèrent à se déplacer pour établir une station de la mission au niveau de Maraetai, alors qu’ils tentaient d’acheter d’importantes étendues de terres de divers iwi de l’isthme d’Auckland.
Négocié comme « un acte de pacification chrétienne » entre les tribus en guerre de l’isthme de Tāmaki, Fairburn obtint la « signature » pour acter l’achat à partir de plus de 30 Rangatira ; peu, parmi eux étaient capables de lire ou d’écrire, Fairburn à l’origine estima la surface totale à 40 000 acres (161,8742568 km2), mais elle fut plus tard évaluée autour de 83 000 acres.
Quand l’achat vient pour approbation du CMS, en 1837, Fairburn signa un acte de promesse de retour d’un tiers des terres à leurs habitants originaux (une transaction, qui ne se réalisa pas), et tenta sans succès d’offrir un autre tiers à l’église.
À la suite du Traité de Waitangi établissant la Nouvelle-Zélande comme un Territoire britannique d'outre-mer en 1840, Fairburn devint l’objet des investigations de la nouvelle Commission du gouvernement sur les réclamations sur les terres.
À la suite des investigations entreprises durant cette période, Fairburn signa à nouveau pour le compte de la mission, en 1848 mais la Commission désavoua la prétention initiale de Fairburn, lui accordant à la place une autorisation d’un peu moins de 5 500 acres (22,25771031 km2).
Le reste des terres, comprenant Ōtara, fut retenu par la Couronne au titre des « surplus de terre » pour être vendu à des colons Européens.
À la suite des protestations des Hori Te Whetuki sur le nom des Ngāi Tai, en 1854, la Commission accorda une Native Reservation d'un peu plus de 6 000 acres (24,28113852 km2) au niveau de Duders Beach (en) (Umupuia) aux chefs des Ngai tai et leur paya chacun 500 £ en compensation, avec la condition qu’ils signent un accord de libération des autres terres dans les limites initiales de l’achat et ordonnent à tous les autres iwis d’en faire de même.
L’installation des colons européens (Écossais et Irlandais Presbytériens) à Ōtara commença au début des années 1850, la plupart d'entre eux s’installant sur la large zone de l’est de Tāmaki.
La personnalité la plus prééminente parmi les colons d’Ōtara durant cette période fut le Révérend Gideon Smales, missionnaire Wesleyan ou méthodiste.
Smales était arrivé d’Angleterre en 1840, et pour sa retraite alla s’installer dans East Tāmaki, achetant au gouvernement en 1855 un bloc de 400 acres (1,618742568 km2), qui comprenait Te Puke Ō Tara.
Smales mis en place une ferme sur les terres situées au pied de Te Puke Ō Tara et ouvrit une carrière dans la montagne dont l’ensemble a été depuis détruit.
Le Pā de Mātanginui fut aussi largement détruit en l’utilisant comme carrière à partir de 1870 et est maintenant le siège du remblai de Greenmount,,, 13 acres (52 609,13346 m2) à partir de Smales Mount/Puke Ō Tara établit sur les restes du cône original, qui forme maintenant une réserve connue comme le parc de Te Puke Ō Tara Hampton et qui comprend une église en pierres construite en 1860 et les restes d’un mur en pierre de la ferme de Smales, les deux ayant été construits à partir de la carrière de scories.
L’agriculture fermière et l’industrie furent les activités principales d Ōtara pendant toute la fin du XIXe et le début du XXe siècle.
À la suite de la Seconde Guerre mondiale, Ōtara s’est développée sous l’action du Auckland Regional Authority en tant que zone résidentielle d’état.

## Personnalités notables
- Len Brown (en), premier maire de Auckland et ancien maire de Manukau City avant la fusion en une Super City
- Pauly Fuemana (en)/OMC, musicien qui eut un succès global au hit parade avec la chanson How Bizarre
- Tau Henare (en), 38e ministre des affaires maories et homme politique du Parti national de Nouvelle-Zélande
- Nahega Molifai Silimaka, centenaire et homme d’église
- Eric Rush, ancien All Black, capitaine du All Blacks 7's, deux fois médaillé d’or des jeux du Commonwealth
- Sid Diamond (en) et Deach (en), artistes hip-hop et membres du groupe Smashproof (en)
- The Beast Manu Vatuvei, joueur de rugby de la ligue pour les Vodafone Warriors et les Kiwis
- Junior Paramore (en), ancien joueur des Manu Samoa
- Ruben Wiki, ancien joueur de l'équipe de Nouvelle-Zélande de rugby à XIII, Raiders et Warriors
- Robert Rakete, personnalité de la radio et de la télévision
- Tina Cross (en), fantaisiste
- Rawiri Paratene (en), acteur
- Sam Lisone (en), joueur de rugby de la ligue pour les Vodafone Warriors et Toa Samoa
- Beulah Koale (en), acteur
- Nailini Helu (en), première femme boxeur professionnel des Tonga.

## Culture contemporaine
Ōtara est le siège de Ōtara Global Village, développement de l’ancien Baird's Intermediate school relocalisée, qui s’est déplacée sur le nouveau site Sir Edmund Hillary College et renommée SEHC Middle School.
Le Village abrite maintenant une Kohanga Reo, maternelle en langage maorie, une Koe Oaga Faka Niue - Fatamanu, une école alternative pour garçons et le premier collège secondaire/tertiaire de Nouvelle-Zélande - Vaka Moana, une partie intégrante du l'Institut de technologie de Manukau,ainsi qu’un certain nombre de groupes de Communauté.
La banlieue a atteint une certaine notoriété mondiale grâce à How Bizarre, single de l'artiste hip-hop groupe musical OMC.
OMC pour Otara Millionaires' Club - une référence au statut socio-économique faible de la plus grande partie de Ōtara - Ōtara North étant la banlieue de la région d’Auckland avec le second plus bas revenu médian avec 25 900 NZ$ juste après les Île de la Grande Barrière avec 25 100 NZ$, ceci comparé avec la moyenne de 37 300 NZ$ et la valeur la plus haute de 60 000 NZ$.
Ōtara est aussi connu pour son marché aux puces du samedi matin qui se tient sur le parking du centre commercial d’Ōtara, près du campus sud de l'Modèle:Lienn.
En 1970, la police de l’immigration du Premier ministre Robert Muldoon mena une opération de recherche d’immigrants illégaux venant des îles du Pacifique.
Ōtara a eu longtemps l’un des taux de criminalité les plus élevés du pays. Des opérations importantes ont été menées en 2008 et 2010 contre le gang Tribesmen and Killer Beez avec une augmentation du nombre des forces de police dans le secteur, combinée à une approche plus communautaire de leurs actions ; celle-ci a été créditée à la fois d’une diminution des crimes et l’établissement d’une attitude moins hostile envers la population locale.

## Éducation
Ōtara a trois écoles supérieures principales :
- collège de Tangaroa (en),
- collège Edmond Hillary (en)
- Kia Aroha College

Le collège Sir Edmund Hillary consiste en trois écoles :
- L'école junior, allant des années 1 à 6 ;
- L'école moyenne: accueillant les années 7 et 8 ;
- L'école sénior, pour les années 9 à 13.

Hillary College, Bairds Intermediate et Clydemore Primary School sont les trois écoles qui forment maintenant le collège Sir Edmund Hillary.
Le collège Kia Aroha est une école secondaire allant de l’année 7 à 13, et offrant un enseignement scolaire bilingue avec des programmes basés sur les cultures maories et du Pacifique.
Ōtara est aussi le siège de linstitut de technologie de Manukau (en) avec ses deux principaux campus.
Ōtara a neuf écoles primaires :
- La Bairds Mainfreight Primary School (en),
- l’école primaire Dawson Road,
- l’école primaire d’East Tāmaki,
- l’école de Flat Bush,
- l’école primaire de Mayfield,
- l’école de Rongomai,
- l’école de Saint-John the Evangelist,
- l’école de Wymondley Road,
- l’école primaire de Yendarra.

Ōtara a aussi une école intermédiaire, nommée:Ferguson.
La localité abrite aussi Te Kura Kaupapa Maori o Piripono.